# Caryothraustes
Caryothraustes – rodzaj ptaków z rodziny kardynałów (Cardinalidae).

## Występowanie
Rodzaj obejmuje gatunki występujące w Meksyku, Ameryce Centralnej i Południowej.

## Morfologia
Długość ciała 14,4–19,5 cm, masa ciała 31–53,1 g.

## Systematyka

### Etymologia
Nazwa rodzajowa jest połączeniem słów z języka greckiego: καρυον karuon – „orzech” oraz φραυστης thraustēs – „łamacz” < φραυω thrauō – „łamać”; wariacja nazwy Coccothraustes. Opisując miejsce typowe gatunku Loxia canadensis jako „Habitat in Canada”, Linneusz lub jego drukarz błędnie zacytowali Brissona z 1760 roku: „Coccothraustes Cayanensis ...Habitat in Cayana”.

### Gatunek typowy
„Pitylus” [Coccothraustes] viridis Vieillot = Loxia canadensis Linnaeus

### Podział systematyczny
Do rodzaju należą następujące gatunki:
- Caryothraustes poliogaster (Du Bus, 1847) – kostogryz białobrzuchy
- Caryothraustes canadensis (Linnaeus, 1766) – kostogryz maskowy